# Alfred J. Lotka
Alfred James Lotka, född 2 mars 1880, död 5 december 1949, amerikansk matematiker, fysikalisk kemist och statistiker.
Han är bland annat känd för sina arbeten inom populationsdynamik, bland annat Lotka-Volterras ekvation.

## Publikationer
- Lotka, A. J. (1926): The frequency distribution of scientific productivity. Journal of the Washington Academy of Sciences, 16: 317-323.
- Lotka, A. J. (1925): Elements of Physical Biology. Williams and Wilkins, Baltimore. ISBN 0-486-60346-6
- Lotka, A. J.: Analytical Theory of Biological Populations (The Plenum Series on Demographic Methods and Population Analysis). New York: Springer US (Plenum Press), 1998. ISBN 0-306-45927-2
- Alfred J. Lotka, Louis Israel Dublin: The Money Value of a Man (Public Health in America Series). New York : Arno Press, 1977 (Repr. of the 1930 ed. by the Ronald Press Co., New York). ISBN 0-405-09814-6